# Aillon-le-Jeune
Aillon-le-Jeune is een gemeente in het Franse departement Savoie (regio Auvergne-Rhône-Alpes) en telt 337 inwoners (1999). De plaats maakt deel uit van het arrondissement Chambéry.

## Geografie
De oppervlakte van Aillon-le-Jeune bedraagt 32,6 km², de bevolkingsdichtheid is 10,3 inwoners per km².
De onderstaande kaart toont de ligging van Aillon-le-Jeune met de belangrijkste infrastructuur en aangrenzende gemeenten.

## Demografie
Onderstaande figuur toont het verloop van het inwonertal (bron: INSEE-tellingen).